# Koutouba
Koutouba  è una città e sottoprefettura della Costa d'Avorio appartenente al dipartimento di Nassian. Conta una popolazione di 5 705 abitanti (censimento 2014).